# Eilema aurantia
Eilema aurantia là một loài bướm đêm thuộc phân họ Arctiinae, họ Erebidae.